# جورج بريستو
جورج بريستو (بالإنجليزية: George Bristow)‏ هو لاعب كرة قدم بريطاني، ولد في 25 يونيو 1933 في تشيسوك في المملكة المتحدة، وتوفي في 4 يناير 2010 في ويلتشاير في المملكة المتحدة بسبب مرض آلزهايمر. لعب مع كوينز بارك رينجرز ونادي برينتفورد ونادي هيلينغدون بورو.